# Miragem

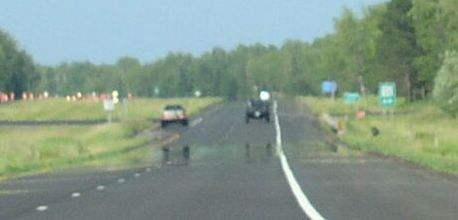
Miragem causada pelo desvio da luz refletida do asfalto quente, dando o aspecto de água sobre a pista.

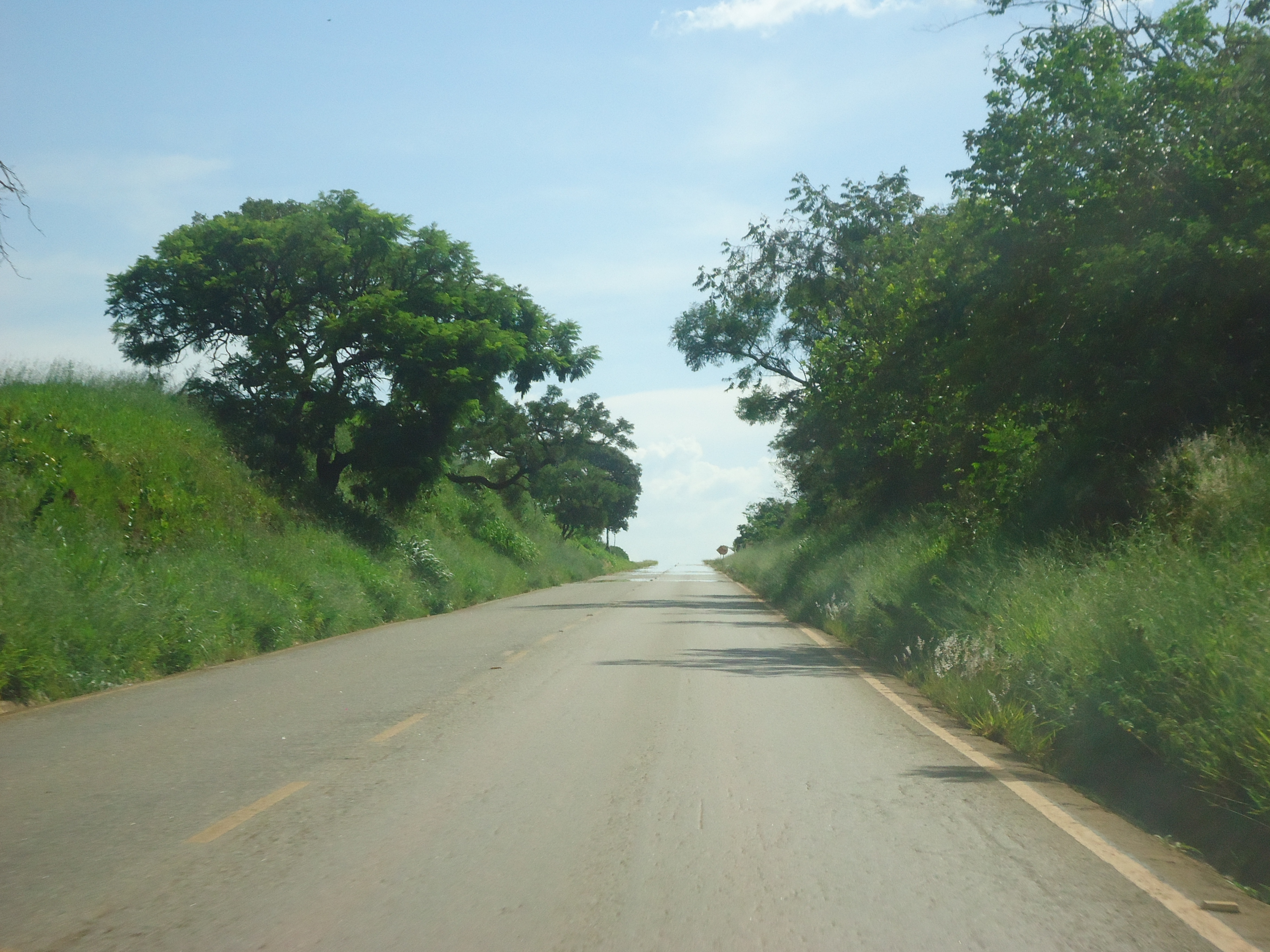
Miragem na rodovia BR-369 entre Boa Esperança e Campo Belo.

Miragem ou espelhismo é um fenômeno óptico muito comum em dias ensolarados, especialmente sobre rodovias, em paisagens desérticas, ou também em alto-mar. Trata-se de uma imagem causada pelo desvio da luz refletida pelo objeto, ou seja, é um fenômeno físico real (ilusão de óptica) e não deve ser confundida com uma alucinação. A miragem pode ocorrer em diferentes condições, causando vários tipos de imagem do objeto.
A luz solar, em direção ao asfalto, sofre refração devido ao gradiente de temperatura das camadas de ar a medida em que se aproxima do asfalto. Essa refração desvia a direção de propagação da luz, e por final, ela reflete-se (reflexão total) nas camadas de ar próximas ao solo, fazendo com que a luz agora se distancie dele. Desta forma, tem-se a ilusão que a superfície do solo está espelhada (poça de água aparente). O fenômeno também é observado quando o solo está muito frio, neste caso as imagens refletidas no ar são invertidas.
Miragem é apenas um dos muitos fenômenos ópticos que podemos observar no céu. Efeitos como arco-íris, halo, iridescência, coroa solar, nuvens noctilucentes, dentre outros, também podem ser confundidos com ilusões de óptica, mas são fenômenos reais envolvendo a propagação da luz na atmosfera. 
Existem vários tipos de miragem, com diferentes processos de formação. Basicamente, a miragem é dividida em dois grandes grupos: miragem inferior e superior. A primeira é a miragem de deserto e rodovias, em dias quentes, e a segunda é mais comum em regiões polares e menos comum do que a primeira.